# RC Racer
RC Racer est une attraction de type Half-pipe située dans la zone Toy Story Playland du parc Walt Disney Studios, ouverte officiellement au public le 17 août 2010, la zone Toy Story Land du parc Hong Kong Disneyland, ouverte en 2011 et la zone Toy Story Land du parc Shanghai Disneyland, ouverte en 2018.

## L'attraction
Le véhicule est propulsé grâce à un système de moteur linéaire à induction. Des bobines électriques appelées stators sont fixées sur le rail et produisent un champ magnétique qui fait avancer le véhicule en va-et-vient grâce à l'aimant situé sous le châssis du véhicule.
La particularité de ce Half Pipe Coaster réside dans le fait que les sièges du véhicule ne tournent pas sur eux-mêmes, comme sur les autres modèles de cette attraction, comme Half Pipe à Särkänniemi, en Finlande.
Il existe plusieurs tailles de modèles, Disney a privilégié la plus petite soit 25 mètres de hauteur.
C'est la deuxième collaboration entre Disneyland Paris et le constructeur Intamin après Indiana Jones et le Temple du Péril situé dans le parc Disneyland.
Les deux autres attractions de Toy Story Playland sont également construites par la société Intamin.
La première partie de la file d'attente représente un circuit de voiture électrique, exécutant virages et serpentins. Une station Dinoco en plastique est présentée, et une manette "OFF === FAST" géante sort de la gare. La deuxième partie de file d'attente se situe dans la gare elle-même, il s'agit en fait d'une maison en plastique dans laquelle sont rangées des pièces de construction vertes, dont certaines sont déjà détachées. Le circuit est doté d'un système sonore, qui reproduit le son d'un bolide en marche.
Le véhicule effectue au total 4 allers et retours, le premier étant vers l'avant. La manette sortant de la station passe de la position gauche (OFF) à droite (FAST), pour revenir en position initiale à la fin du cycle. De nuit, lorsque le véhicule atteint le maximum de hauteur de part et d'autre de la station, il est éclairé par des spots.

## Les attractions

### Walt Disney Studios
La file d'attente de l'attraction RC Racer représente un parcours de voiture et comprend une station essence de la marque fictive Dinoco.
- Ouverture : 17 août 2010 avec Toy Story Playland
- Hauteur maximale : 25 m
- Longueur : 70 m
- Vitesse Maximale : environ 80 km/h
- Taille minimum : 120 cm
- Constructeur : Intamin
- Couleur supports/rails : supports violets et rails orange
- Nombre de véhicule : 1
- Capacité : 20 personnes par véhicule, 600 personnes par heure
- Durée : environ 55 s
- Temps de chargement : environ 2 min
- Situation : 48° 52′ 01″ N, 2° 46′ 36″ E

### Hong Kong Disneyland
- Ouverture : 17 novembre 2011 avec Toy Story Land
- Constructeur : Intamin
- Hauteur maximale : 25 m
- Longueur : 70 m
- Vitesse Maximale : environ 80 km/h
- Taille minimum : 120 cm
- Constructeur : Intamin
- Couleur supports/rails : supports violets et rails orange
- Nombre de véhicule : 1
- Capacité : 20 personnes par véhicule, 600 personnes par heure
- Durée : environ 55 s
- Situation : 22° 18′ 37″ N, 114° 02′ 23″ E

### Shanghai Disneyland
La version de Shanghai porte un nom différent et s'appelle Rex's Racer
Cette attraction bénéficie du système Disney Premier Access
- Ouverture : 26 avril 2018 avec Toy Story Playland
- Constructeur : Intamin
- Hauteur maximale : 25 m
- Longueur : 82 m
- Vitesse Maximale : environ 80 km/h
- Taille minimum : 120 cm
- Constructeur : Intamin
- Couleur supports/rails : supports violets et rails orange
- Nombre de véhicule : 1
- Capacité : 20 personnes par véhicule, 600 personnes par heure
- Durée : environ 55 s
- Situation : 31° 08′ 43″ N, 121° 39′ 09″ E